# Центральноминьский язык
Центральноминьский язык (минь-чжун; кит. трад. 閩中語, упр. 闽中语, пиньинь Mǐnzhōng yǔ) — язык миньской группы китайской подсемьи сино-тибетской семьи. Распространён в городе Саньмин (районы Мэйле и Саньюань) провинции Фуцзянь (КНР), а также в подчинённых ему уезде Шасянь и городе Юнъань.